# Norton AntiVírus
Norton Antivirus, também conhecido como NAV, é um programa antivírus desenvolvido pela Symantec desde 1991 como parte de sua família Norton de produtos de segurança de computadores. Ele usa signatures e  heuristics para identificar vírus de computador. Outros recursos incluídos nela são e-mail, spam e proteção contra phishing.
A Symantec distribui o produto como um download; como uma copybox; e como Software OEM. Norton AntiVirus e Norton Internet Security, um produto relacionado, mantiveram uma participação de mercado de varejo nos EUA, de 61% para as suítes de segurança, a partir do primeiro semestre de 2007. Os concorrentes, em termos de participação de mercado neste estudo, incluem produtos antivírus das empresas CA Inc., Trend Micro e Kaspersky Lab.
O Norton AntiVirus é executado em Microsoft Windows e macOS. O suporte do Windows 7 estava em desenvolvimento para versões de 2006 a 2008. A versão 2009 já possui atualização com o Windows 7. As versões 2010, 2011 e 2012 suportam nativamente o Windows 7, sem precisar de uma atualização. A versão 12 é a única versão totalmente compatível com Mac OS X Lion. Com a série 2015 de produtos, a Symantec fez mudanças no seu portfólio e interrompeu o Norton AntiVirus. Esta ação foi posteriormente revertida com a introdução do Norton AntiVirus Basic.

## Versões
- Mercado doméstico*:
  - Norton Internet Security 2019
  - Norton Internet Security 2013
  - Norton Internet Security 2012
  - Norton Internet Security 2011
  - Norton Internet Security 2010
  - Norton AntiVirus 2010
  - Norton 360 Vs 2.0
  - Norton 360 Vs 1.0
  - Norton Internet Security 2008
  - Norton AntiVirus 2008
  - Norton Internet Security 2007
  - Norton AntiVirus 2007
  - Norton AntiVirus para Macintosh 10.0 (10 de maio de 2005)
  - Norton AntiVirus para Handhelds 3.5
- Empresas*:
  - Norton AntiVirus Small Office Pack 2006
  - Norton AntiVirus Business Pack 10.1
  - Norton AntiVirus com Groupware Protection 10.1
  - Norton AntiVirus for Handhelds Corporate Edition
  - Norton AntiVirus Enterprise Edition
  - Norton AntiVirus Corporate Edition
  - Norton AntiVirus / Filtering for Domino
  - Norton AntiVirus for Network Attached Storage
  - Norton AntiVirus for Microsoft SharePoint
  - Norton AntiVirus for Caching
  - Norton AntiVirus for Clearswift
  - Norton AntiVirus for Messaging
  - Norton AntiVirus for Microsoft ISA Server 2000
  - Norton AntiVirus for Microsoft SharePoint
  - Norton AntiVirus for Network Attached Storage

(*) Esta lista é apenas demonstrativa, não obedecendo uma linha cronológica ou uma ordem de versões. Algumas versões do produto não estão listadas.